# 哈尔滨市文物保护单位
哈尔滨市文物保护单位即依据《中华人民共和国文物保护法》的规定，由黑龙江省哈尔滨市人民政府公布的市级文物保护单位。
- 第一批：1995年6月6日（52处）[1]
  - 革命遗址、旧址（10处）
  - 纪念建筑物（6处）
  - 古建筑（12处）
  - 古遗址（22处）
  - 石刻（1处）
  - 帝国主义侵华旧址（1处）
- 第二批：1998年12月16日（33处）[2]
  - 革命遗址、旧址（6处）
  - 纪念建筑物（2处）
  - 帝国主义侵华旧址（2处）
  - 古建筑（9处）
  - 古遗址（12处）
  - 古墓葬（2处）
- 第三批：2007年9月30日（46处）[3]
  - 古遗址（3处）
  - 近现代重要史迹（11处）
  - 近现代代表性建筑（32处）

## 列表
| 名称                             | 编号         | 分类                 | 年代           | 地址                               | 公布时间       | 图像 |
| -------------------------------- | ------------ | -------------------- | -------------- | ---------------------------------- | -------------- | ---- |
| 巴彦通抗俄要塞遗址               | 第一批       | 革命遗址、旧址       | 1883年         | 依兰县珠山乡                       | 1995年6月6日   |      |
| 赵尚志烈士革命活动旧址           | 第一批       | 革命遗址、旧址       | 1925年         | 南岗区邮政街341号                  | 1995年6月6日   |      |
| 刘少奇革命活动旧址               | 第一批       | 革命遗址、旧址       | 1930年         | 道里区河广街1号                    | 1995年6月6日   |      |
| 萧红故居                         | 第一批       | 革命遗址、旧址       | 1931年         | 呼兰县呼兰镇文化路29号             | 1995年6月6日   |      |
| 中共满洲省委机关旧址             | 第一批       | 革命遗址、旧址       | 1933年         | 南岗区光芒街22号                   | 1995年6月6日   |      |
| 赵一曼烈士养伤室旧址             | 第一批       | 革命遗址、旧址       | 1935年         | 南岗区邮政街医大一院内             | 1995年6月6日   |      |
| 抗联三、六军基地                 | 第一批       | 革命遗址、旧址       | 1936年         | 依兰县四块石林场                   | 1995年6月6日   |      |
| 北满分局旧址                     | 第一批       | 革命遗址、旧址       | 1945年         | 宾县宾洲镇西北                     | 1995年6月6日   |      |
| 全国第六次劳动大会会址           | 第一批       | 革命遗址、旧址       | 1948年         | 道里区工厂街128号                  | 1995年6月6日   |      |
| 毛主席视察黑龙江住址             | 第一批       | 革命遗址、旧址       | 1950年         | 南岗区颐园街1号                    | 1995年6月6日   |      |
| 苏军烈士墓地                     | 第一批       | 纪念建筑物           | 1945年         | 南岗区文化公园内                   | 1995年6月6日   |      |
| 苏军烈士纪念碑                   | 第一批       | 纪念建筑物           | 1945年         | 南岗区博物馆前广场                 | 1995年6月6日   |      |
| 李兆麟将军墓                     | 第一批       | 纪念建筑物           | 1946年         | 道里区兆麟公园内                   | 1995年6月6日   |      |
| 东北抗日暨爱国自卫战争烈士纪念塔 | 第一批       | 纪念建筑物           | 1948年         | 道外区长青公园内                   | 1995年6月6日   |      |
| 哈尔滨烈士陵园                   | 第一批       | 纪念建筑物           | 1948年         | 动力区体育街1号                    | 1995年6月6日   |      |
| 哈爾濱市人民防洪勝利紀念塔       | 第一批       | 纪念建筑物           | 1958年         | 道里区松花江畔广场                 | 1995年6月6日   |      |
| 呼兰龙王庙                       | 第一批       | 古建筑               | 1752年         | 呼兰县呼兰镇南二道街               | 1995年6月6日   |      |
| 阿城清真寺                       | 第一批       | 古建筑               | 1900年         | 阿城市内西南隅                     | 1995年6月6日   |      |
| 呼兰天主教堂                     | 第一批       | 古建筑               | 1908年         | 呼兰县五中院内                     | 1995年6月6日   |      |
| 阿城文庙                         | 第一批       | 古建筑               | 清末           | 阿城市聋哑学校                     | 1995年6月6日   |      |
| 圣索菲亚教堂                     | 第一批       | 古建筑               | 1923年         | 道里区透笼街95号                   | 1995年6月6日   |      |
| 极乐寺                           | 第一批       | 古建筑               | 1924年         | 南岗区东大直街9号                  | 1995年6月6日   |      |
| 哈尔滨文庙                       | 第一批       | 古建筑               | 1926年         | 南岗区船舶学院内                   | 1995年6月6日   |      |
| 呼兰文庙                         | 第一批       | 古建筑               | 1927年         | 呼兰县呼兰镇东南                   | 1995年6月6日   |      |
| 四望亭                           | 第一批       | 古建筑               | 1927年         | 呼兰县西岗公园内                   | 1995年6月6日   |      |
| 哈尔滨天主教堂                   | 第一批       | 古建筑               | 1931年         | 南岗区士课街47号                   | 1995年6月6日   |      |
| 东方正教圣母教堂                 | 第一批       | 古建筑               | 1935年         | 南岗区东大直街268号                | 1995年6月6日   |      |
| 极乐寺塔                         | 第一批       | 古建筑               | 1939年         | 南岗区东大直街3号                  | 1995年6月6日   |      |
| 阎家岗遗址                       | 第一批       | 古遗址               | 旧石器晚期     | 道里区阎家岗                       | 1995年6月6日   |      |
| 庆华古山寨                       | 第一批       | 古遗址               | 早期铁器时代   | 宾县新立乡                         | 1995年6月6日   |      |
| 平乐古城                         | 第一批       | 古遗址               | 辽金           | 平房区平新乡                       | 1995年6月6日   |      |
| 仁合古城                         | 第一批       | 古遗址               | 辽金           | 宾县新甸镇                         | 1995年6月6日   |      |
| 黑河口古城                       | 第一批       | 古遗址               | 辽金           | 方正县天门乡                       | 1995年6月6日   |      |
| 土城子遗址                       | 第一批       | 古遗址               | 辽金           | 依兰县土城子乡                     | 1995年6月6日   |      |
| 金上京会宁府遗址                 | 第一批       | 古遗址               | 金             | 阿城市阿什河乡                     | 1995年6月6日   |      |
| 金太祖完颜阿骨打陵址             | 第一批       | 古遗址               | 金             | 阿城市国营苗圃                     | 1995年6月6日   |      |
| 小岭东川冶铁遗址                 | 第一批       | 古遗址               | 金             | 阿城市小岭镇                       | 1995年6月6日   |      |
| 附马城遗址                       | 第一批       | 古遗址               | 金             | 阿城市杨树乡                       | 1995年6月6日   |      |
| 半拉城遗址                       | 第一批       | 古遗址               | 金             | 阿城市国营原                       | 1995年6月6日   |      |
| 东城遗址                         | 第一批       | 古遗址               | 金             | 阿城市蜚克图镇                     | 1995年6月6日   |      |
| 古城遗址                         | 第一批       | 古遗址               | 金             | 阿城市巨源乡                       | 1995年6月6日   |      |
| 松峰山道教遗址                   | 第一批       | 古遗址               | 金             | 阿城市山河乡                       | 1995年6月6日   |      |
| 穆昆城遗址                       | 第一批       | 古遗址               | 金             | 呼兰县方台乡                       | 1995年6月6日   |      |
| 团山子古城                       | 第一批       | 古遗址               | 金             | 呼兰县孟家乡                       | 1995年6月6日   |      |
| 石人城子古城                     | 第一批       | 古遗址               | 金             | 呼兰县石人镇                       | 1995年6月6日   |      |
| 太和堂古城                       | 第一批       | 古遗址               | 金             | 宾县永和乡                         | 1995年6月6日   |      |
| 常安古城                         | 第一批       | 古遗址               | 金             | 宾县常安乡                         | 1995年6月6日   |      |
| 永宁古城                         | 第一批       | 古遗址               | 金             | 宾县满井乡                         | 1995年6月6日   |      |
| 太平山金基                       | 第一批       | 古遗址               | 金             | 方正县天门乡                       | 1995年6月6日   |      |
| 五国城遗址                       | 第一批       | 古遗址               | 金             | 依兰县城北门外                     | 1995年6月6日   |      |
| 亚沟石刻                         | 第一批       | 石刻                 | 金             | 阿城市亚沟镇                       | 1995年6月6日   |      |
| 侵华日军第731部队罪证遗址        | 第一批       | 帝国主义侵华罪证遗址 | 1936年         | 平房区                             | 1995年6月6日   |      |
| 东三省防疫处旧址                 | 第二批       | 革命遗址、旧址       | 1926年         | 道外区保障小学校院内               | 1998年12月16日 |      |
| 玉皇庙抗联活动遗址               | 第二批       | 革命遗址、旧址       | 1932年         | 巴彦县龙桌镇东西路驼砬子山         | 1998年12月16日 |      |
| 抗联三军密营遗址                 | 第二批       | 革命遗址、旧址       | 1935年         | 延寿县东金高丽沟三道               | 1998年12月16日 |      |
| 鹰窝抗联密营遗址                 | 第二批       | 革命遗址、旧址       | 1936年         | 通河县清河镇黑瞎子沟               | 1998年12月16日 |      |
| 槟榔沟抗联密营地                 | 第二批       | 革命遗址、旧址       | 1936年         | 通河县清河林业局小古洞             | 1998年12月16日 |      |
| 东北民主联军前线指挥部旧址       | 第二批       | 革命遗址、旧址       | 1946年         | 双城市昌盛街优干胡同4号            | 1998年12月16日 |      |
| 马忠骏陵园                       | 第二批       | 纪念建筑物           | 1922年         | 香坊区建成机械厂院内               | 1998年12月16日 |      |
| 中日友好园林                     | 第二批       | 纪念建筑物           | 1973年         | 方正县伊汉通乡吉兴村西南           | 1998年12月16日 |      |
| 伪满哈尔滨警察厅旧址             | 第二批       | 帝国主义侵华罪证遗址 | 1933年         | 南岗区一曼街243号                  | 1998年12月16日 |      |
| 蛤蟆塘日伪军兵营城堡             | 第二批       | 帝国主义侵华罪证遗址 | 1937年         | 五常市背荫河镇蛤蟆塘村北           | 1998年12月16日 |      |
| 依兰清真寺                       | 第二批       | 古建筑               | 清             | 依兰县依兰镇西南                   | 1998年12月16日 |      |
| 兰旗石坊                         | 第二批       | 古建筑               | 清             | 五常市背荫河镇兰旗村西南           | 1998年12月16日 |      |
| 巴彦大东门、大西门               | 第二批       | 古建筑               | 清             | 巴彦县人民大街东西两端             | 1998年12月16日 |      |
| 承旭门                           | 第二批       | 古建筑               | 清             | 双城市东门                         | 1998年12月16日 |      |
| 奕将军德政碑                     | 第二批       | 古建筑               | 清             | 双城市幸福乡赵铁头窝堡屯北         | 1998年12月16日 |      |
| 巴彦德政坊                       | 第二批       | 古建筑               | 清             | 巴彦县城人民大街十字路口           | 1998年12月16日 |      |
| 双城堡火车站                     | 第二批       | 古建筑               | 清             | 双城市北门外2.5公里                | 1998年12月16日 |      |
| 鞑靼清真寺                       | 第二批       | 古建筑               | 1922年         | 道里区通江街与红霞街交叉处         | 1998年12月16日 |      |
| 慈云寺                           | 第二批       | 古建筑               | 1928年         | 依兰县依兰镇西北                   | 1998年12月16日 |      |
| 学田遗址                         | 第二批       | 古遗址               | 旧石器时代     | 五常市龙风山乡学田村西南           | 1998年12月16日 |      |
| 城子山古城址                     | 第二批       | 古遗址               | 青铜器时代     | 巴彦县松花江左岸二级台地上         | 1998年12月16日 |      |
| 桥南遗址                         | 第二批       | 古遗址               | 早期铁器时代   | 依兰县依兰镇西南                   | 1998年12月16日 |      |
| 达河山城遗址                     | 第二批       | 古遗址               | 铁器时代       | 木兰县木兰达河二级台地边缘         | 1998年12月16日 |      |
| 富江古城址                       | 第二批       | 古遗址               | 辽金           | 巴彦县富江乡富江村西南             | 1998年12月16日 |      |
| 蒙古山寨遗址                     | 第二批       | 古遗址               | 辽金           | 木兰县蒙古尔山南部石头河西岸       | 1998年12月16日 |      |
| 营城子古城址                     | 第二批       | 古遗址               | 金             | 五常市营城子乡                     | 1998年12月16日 |      |
| 小城子古城址                     | 第二批       | 古遗址               | 金             | 阿城市阿什河乡双城村西             | 1998年12月16日 |      |
| 娄富屯古城址                     | 第二批       | 古遗址               | 金             | 延寿县寿山乡娄富屯北               | 1998年12月16日 |      |
| 前后对面城古城址                 | 第二批       | 古遗址               | 金             | 双城市对面城乡红星村               | 1998年12月16日 |      |
| 南土城子古城址                   | 第二批       | 古遗址               | 金             | 五常市营城子乡古城屯               | 1998年12月16日 |      |
| 半里城子古城址                   | 第二批       | 古遗址               | 金             | 五常市五常镇半里城子屯南           | 1998年12月16日 |      |
| 先锋古墓葬                       | 第二批       | 古墓葬               | 金             | 巴彦县榆树乡先锋村东               | 1998年12月16日 |      |
| 靠河塞墓地                       | 第二批       | 古墓葬               | 金             | 五常市营城子乡靠河寨村东           | 1998年12月16日 |      |
| 松山城址                         | 第三批第1号  | 古遗址               | 金代           | 道里区太平镇太安村小山子屯西北     | 2007年9月30日  |      |
| 金代早期墓区                     | 第三批第2号  | 古遗址               | 金代           | 位于阿城区松峰山镇三清屯           | 2007年9月30日  |      |
| 吉兴金源郡王斡鲁墓址             | 第三批第3号  | 古遗址               | 金代           | 位于阿城区东部山区大岭乡吉兴村     | 2007年9月30日  |      |
| 周恩来早年来哈住址               | 第三批第4号  | 近现代重要史迹       | 不详           | 道外区靖宇大街23号                 | 2007年9月30日  |      |
| 老巴夺父子烟草公司旧址           | 第三批第5号  | 近现代重要史迹       | 1919年         | 南岗区一曼街69号，哈尔滨卷烟厂院内 | 2007年9月30日  |      |
| 马忠骏早期旧居                   | 第三批第6号  | 近现代重要史迹       | 1921年         | 南岗区中山路171号                  | 2007年9月30日  |      |
| 皇山犹太公墓                     | 第三批第7号  | 近现代重要史迹       | 1903年         | 道外区哈同公路，皇山公墓内         | 2007年9月30日  |      |
| 华俄道胜银行哈尔滨分行旧址       | 第三批第8号  | 近现代重要史迹       | 1902年         | 南岗区红军街77号                   | 2007年9月30日  |      |
| 沙俄外阿穆尔军区司令部旧址       | 第三批第9号  | 近现代重要史迹       | 1904年         | 南岗区西大直街33号                 | 2007年9月30日  |      |
| 世界红卐字会滨江分会旧址         | 第三批第10号 | 近现代重要史迹       | 1929年         | 南岗区一曼街253号                  | 2007年9月30日  |      |
| 伪满洲中央银行哈尔滨支行旧址     | 第三批第11号 | 近现代重要史迹       | 1935年         | 道里区田地街115号                  | 2007年9月30日  |      |
| 汇丰银行哈尔滨分行旧址           | 第三批第12号 | 近现代重要史迹       | 1923年         | 道里区兆麟街37号                   | 2007年9月30日  |      |
| 苏联驻哈尔滨总领事馆旧址         | 第三批第13号 | 近现代重要史迹       | 1902年至1924年 | 南岗区耀景街22号                   | 2007年9月30日  |      |
| 天理村日本开拓团旧址             | 第三批第14号 | 近现代重要史迹       | 1934年         | 道外区民主乡光明村天理屯           | 2007年9月30日  |      |
| 中东铁路哈尔滨总工厂俱乐部旧址   | 第三批第15号 | 近现代代表性建筑     | 1898年         | 道里区经纬街281号                  | 2007年9月30日  |      |
| 中东铁路职员竞技会馆旧址         | 第三批第16号 | 近现代代表性建筑     | 1910年         | 道里区上游街69号                   | 2007年9月30日  |      |
| 中东铁路俱乐部旧址               | 第三批第17号 | 近现代代表性建筑     | 1911年         | 南岗区西大直街84—86号              | 2007年9月30日  |      |
| 日本驻哈尔滨领事官邸旧址         | 第三批第18号 | 近现代代表性建筑     | 1920年         | 南岗区果戈里大街292号              | 2007年9月30日  |      |
| 哈尔滨邮政管理局旧址             | 第三批第19号 | 近现代代表性建筑     | 1922年         | 南岗区民益街100号                  | 2007年9月30日  |      |
| 南满铁道株式会社哈尔滨事务所旧址 | 第三批第20号 | 近现代代表性建筑     | 1924年         | 南岗区红军街108号                  | 2007年9月30日  |      |
| 交通银行哈尔滨分行旧址           | 第三批第21号 | 近现代代表性建筑     | 1928年         | 道外区北四道街18号                 | 2007年9月30日  |      |
| 中东铁路局旅馆旧址               | 第三批第22号 | 近现代代表性建筑     | 1904年         | 南岗区红军街85号                   | 2007年9月30日  |      |
| 中东铁路管理局副局长官邸旧址     | 第三批第23号 | 近现代代表性建筑     | 1900年         | 南岗区联发街64号                   | 2007年9月30日  |      |
| 马迭尔宾馆                       | 第三批第24号 | 近现代代表性建筑     | 1906年         | 道里区中央大街89号                 | 2007年9月30日  |      |
| 秋林洋行道里分行旧址             | 第三批第25号 | 近现代代表性建筑     | 1916年         | 道里区中央大街137号                | 2007年9月30日  |      |
| 中东铁路管理局局长官邸旧址       | 第三批第26号 | 近现代代表性建筑     | 1920年         | 南岗区红军街38号                   | 2007年9月30日  |      |
| 米尼阿久尔餐厅旧址               | 第三批第27号 | 近现代代表性建筑     | 1926年         | 道里区中央大街85号                 | 2007年9月30日  |      |
| 圣母安息教堂                     | 第三批第28号 | 近现代代表性建筑     | 1908年         | 南岗区东大直街1号                  | 2007年9月30日  |      |
| 哈尔滨游艇俱乐部旧址             | 第三批第29号 | 近现代代表性建筑     | 1912年         | 道里区斯大林公园内                 | 2007年9月30日  |      |
| 江畔餐厅、公园餐厅               | 第三批第30号 | 近现代代表性建筑     | 1930年         | 道里区斯大林公园内                 | 2007年9月30日  |      |
| 霁虹桥                           | 第三批第31号 | 近现代代表性建筑     | 1926年         | 道里区与南岗区连接处               | 2007年9月30日  |      |
| 伪哈尔滨市长官邸旧址             | 第三批第32号 | 近现代代表性建筑     | 1902年         | 道里区红霞街99号                   | 2007年9月30日  |      |
| 中东铁路中央电话局旧址           | 第三批第33号 | 近现代代表性建筑     | 1907年         | 南岗区银行街31号                   | 2007年9月30日  |      |
| 哈尔滨基督教堂                   | 第三批第34号 | 近现代代表性建筑     | 1916年         | 南岗区东大直街252号                | 2007年9月30日  |      |
| 伊维尔教堂                       | 第三批第35号 | 近现代代表性建筑     | 1908年         | 道里区工厂胡同7—4号                | 2007年9月30日  |      |
| 犹太商人索斯金故居               | 第三批第36号 | 近现代代表性建筑     | 1910年         | 道里区经纬四道街24号               | 2007年9月30日  |      |
| 日本横滨正金银行哈尔滨分行旧址   | 第三批第37号 | 近现代代表性建筑     | 1912年         | 道里区地段街133号                  | 2007年9月30日  |      |
| 斯基德尔斯基故居                 | 第三批第38号 | 近现代代表性建筑     | 1914年         | 南岗区颐园街3号                    | 2007年9月30日  |      |
| 香坊火车站                       | 第三批第39号 | 近现代代表性建筑     | 1925年         | 香坊区香站街4号                    | 2007年9月30日  |      |
| 犹太中学旧址                     | 第三批第40号 | 近现代代表性建筑     | 1919年         | 道里区通江街86号                   | 2007年9月30日  |      |
| 松浦洋行旧址                     | 第三批第41号 | 近现代代表性建筑     | 1909年         | 道里区中央大街120号                | 2007年9月30日  |      |
| 哈尔滨清真寺                     | 第三批第42号 | 近现代代表性建筑     | 1908年         | 道外区南十三道街54号               | 2007年9月30日  |      |
| 观音寺                           | 第三批第43号 | 近现代代表性建筑     | 1938年         | 松北区永胜路176号                  | 2007年9月30日  |      |
| 地藏寺                           | 第三批第44号 | 近现代代表性建筑     | 1940年         | 道里区康安路317号                  | 2007年9月30日  |      |
| 华严寺                           | 第三批第45号 | 近现代代表性建筑     | 1920年         | 南岗区比乐街63号                   | 2007年9月30日  |      |
| 张氏墓塔                         | 第三批第46号 | 近现代代表性建筑     | 1925年         | 南岗区东大直街151号院内            | 2007年9月30日  |      |

1. 1 2 3 4 5 6 7 8 9 10 11 12 13 14 15 16 17 18 19  公布为哈尔滨市文物保护单位之前已经入选黑龙江省文物保护单位
2. ↑  公布为哈尔滨市文物保护单位之前已经入选黑龙江省文物保护单位，后来入选全国重点文物保护单位，登录名为哈尔滨颐园街一号欧式建筑
3. 1 2 3  公布为哈尔滨市文物保护单位之前已经入选黑龙江省文物保护单位，后来入选全国重点文物保护单位
4. 1 2 3 4  后来入选全国重点文物保护单位
5. ↑  公布为哈尔滨市文物保护单位之前已经入选黑龙江省文物保护单位，后来入选全国重点文物保护单位，登录名为庆华古山寨遗址
6. 1 2  公布为哈尔滨市文物保护单位之前已经入选全国重点文物保护单位
7. ↑  公布为哈尔滨市文物保护单位之前已经入选黑龙江省文物保护单位，后来入选全国重点文物保护单位，登录名为侵华日军第七三一部队旧址